# Tápanyag
A tápanyag az élelmiszerek alkotóeleme, mely nélkülözhetetlen az élethez, a növekedéshez, és mennyisége határozza meg az adott anyag biológiai értékét. Azokat az anyagokat, amelyek a test felépítésében, a szervezet működésében részt vesznek, és a táplálékkal jutnak be a szervezetbe, összefoglaló néven tápanyagoknak lehet nevezni. Ezekre a szervezet felépítéséhez, életműködéséhez és az anyagcsere-folyamatok szabályozásához van szükség. A tápanyagok három csoportba sorolhatók: testépítő anyagok, energiaforrások és a fehérje.

## A tápanyagok fajtái
A táplálkozás élettani fogalom, amely alatt ételek, italok elfogyasztását, de tágabb értelemben ezek megemésztését, a tápanyagok felszívódását, és a szervezet anyagcseréjét is értik. Beleértve mindazokat az anyagokat, melyek a szervezet működéséhez szükségesek, így például a levegő oxigénjét és a vizet is.
Az élelmiszer olyan nyersanyag, amelyből házi, vagy ipari konyhatechnikai eljárásokkal ételeket készítenek. Vagyis olyan nyersanyag, amit feldolgozással tesznek fogyasztásra alkalmassá. Például: gabonafélék, lisztek, tőkehúsok, hentesáruk, zöldségfélék és gyümölcsök.
Itt kell megemlíteni a tápszereket, amelyek speciális táplálékok (gyógytápszerek, csecsemőtápszerek, diétás készítmények stb.).
Az élelmiszerek tápanyagtartalma határozza meg azok biológiai értékét. A biológiai érték pedig annál nagyobb, minél jobban fokozza a szervezet fejlődését, minél későbbre tolja ki az öregedést, fokozza a szervezet ellenálló képességét, vagy elősegíti a beteg szervezet gyógyulását.
Az alkalmazott táplálkozástudománnyal a dietetika foglalkozik.

## Testépítő anyagok
- Fehérjék
- Ásványi anyagok
- Víz
- Keményítő
- Cukrok

## Energiaforrások
A táplálkozásban energiaforrásként szolgálhatnak a fehérjék, a zsírok és a szénhidrátok.
Az ember számára az energiaforrások mindegyikével nemcsak az a probléma, hogy hizlalnak-e vagy sem, hanem, hogy több cukor van-e bennük, mint amennyire a testnek épp akkor szüksége van. Másodszor, hogy milyen gyors a hatásuk a test inzulin reakciójára. Az inzulin szabályozza és kezeli a vércukorszintet. Amikor a cukrok a vérbe jutnak, vagy energiát igénylő sejtekhez jutnak az inzulin segítségével, vagy ha épp nem használódtak fel, zsírszövetben raktározódnak, ugyancsak az inzulin hatására. Az inzulin hormon általában a cukor raktározásának kedvez, míg hormonpárja, a glukagon, normálisan a zsírszövetben raktározott glükóz (a cukornak az a legegyszerűbb, tiszta formája, ahogy a vérben, gyümölcsökben, mézben fordul elő) felszabadulását segíti elő alacsony vércukorszint esetén. Ha szénhidrát felvételkor a bejutott cukor sokkal több, mint amennyire a testnek szüksége van éppen, akkor ez nyilvánvalóan egy egészségtelen helyzetet teremt, mert a test zsírszövetének gyarapodása kezdődik. Ebből látszik, hogy egy kiegyensúlyozott szénhidrát/fehérje étrend a fenti két hormon segítségével természetesebben és jobban kiegyensúlyozott vércukorszintet biztosít.
A másik tényező, a cukorforrás zsírrá alakulásra való hajlama. A szénhidrátként elfogyasztott energia negyede hasznosul a cukor testzsírrá alakulásakor, míg a zsírként elfogyasztott kalóriák csupán 3%-a hasznosul olyan módon, hogy testzsírrá alakul. A fehérje is kiegyensúlyozottabb, mint a zsír, de egyik sem éri el a szénhidrátok hatékonyságát, mint energiaforrás.

## Biokatalizátorok
A biokatalizátorok legfontosabb szerepe az élő sejtek kémiai vezérlésében van. Ezek segítségével az élő sejtek képesek a fehérjéket, zsírokat, szénhidrátokat, és az ásványokat kezelni, átalakítani olyan más és más kémiai formába, amire a szervezetnek éppen az adott pillanatban szüksége van.
A legfőbb biokatalizátorok a vitaminok, és az olyan ásványok is, amelyek a test felépítésében nem vesznek részt.
További jelentős szerepük van az enzimeknek is, mert a szervezetben lejátszódó, főként emésztési folyamatokat ezek a speciális fehérjék katalizálják.
A szervezetben felhalmozott biokatalizátor készlet meglehetősen ellenálló szervezetet biztosít a legkülönbözőbb külső behatásokkal szemben.

## Alapvető tápanyagszükséglet
| Életkor             | Energia | Energia | Fehérje | Állati fehérje | Zsíradék | Szénhidrát | Mész | Foszfor | Vas |
| ------------------- | ------- | ------- | ------- | -------------- | -------- | ---------- | ---- | ------- | --- |
| Kategóriák          | kcal    | kJ      | g       | g              | g        | g          | mg   | mg      | mg  |
| G 1 – 2             | 1200    | 5020    | 45      | 32             | 42       | 160        | 700  | 500     | 8   |
| Y 3 – 4             | 1400    | 5860    | 50      | 32             | 55       | 180        | 700  | 500     | 10  |
| E 5 – 6             | 1600    | 6700    | 55      | 32             | 60       | 200        | 800  | 600     | 12  |
| R 7 -10             | 1900    | 8000    | 65      | 34             | 65       | 260        | 800  | 600     | 12  |
| M 11-12             | 2400    | 10000   | 84      | 42             | 80       | 325        | 820  | 600     | 14  |
| E 13-15             | 2800    | 11800   | 95      | 54             | 88       | 400        | 1000 | 800     | 14  |
| K 16-20             | 3100    | 13000   | 105     | 50             | 95       | 450        | 1000 | 800     | 15  |
| E 14-18             | 3300    | 13800   | 110     | 55             | 100      | 460        | 1000 | 800     | 15  |
| K 18-24             | 3350    | 14000   | 105     | 50             | 100      | 500        | 800  | 600     | 12  |
| Ülőfoglalkozásúak   | 2800    | 11700   | 100     | 75             | 410      | 700        | 500  | 600     | 12  |
| Munkát végzők       | 3200    | 13400   | 110     | 50             | 100      | 470        | 800  | 600     | 12  |
| Nehéz munkát végzők | 4500    | 19000   | 130     | 70             | 137      | 650        | 800  | 600     | 12  |
| Terhes nők          | 2900    | 12000   | 100     | 50             | 80       | 420        | 1150 | 900     | 15  |
| Szoptató nők        | 3000    | 12500   | 110     | 60             | 85       | 440        | 1250 | 900     | 15  |
| Idősek              | 2400    | 10000   | 80      | 30             | 58       | 380        | 650  | 400     | 12  |

További ásványi anyagok (nyomelemek): réz (1 mg/nap), jód (0,1 mg/nap), magnézium (0,4 mg/nap), mangán (2 mg/nap), kálium (2 g/nap), szelén (0,07 mg/nap), nátrium (500 mg/nap), cink (10 mg/nap).
Az Egyesült Államok Mezőgazdasági Minisztériumának kereshető adatbázisa részletesebb adatokat is tartalmaz, például flavonoidok, izoflavonok, fluoridok, proantocianinok, oxálsav, niacin, riboflavin, thiamin.

## Fehérjék, szénhidrátok, zsírszerű anyagok
A fehérjék elsősorban a sejtek építőanyagaként nélkülözhetetlenek, de részt vesznek számtalan folyamatban is. Energiaszolgáltató szerepük másodlagos.